# 古利克維奇
45°22′N 40°41′E / 45.367°N 40.683°E
古利克維奇（俄语：Гульке́вичи）是俄羅斯克拉斯諾達爾邊疆區東部的一個城市。距克拉斯諾達爾東北151公里。2002年人口35,141人。
1871年建立，1961年設市。